# يمامة الفاكهة من هندرسون
يمامة الفاكهة من هندرسون (الاسم العلمي: Ptilinopus insularis)، والمعروفة أيضًا باسم يمامة الفاكهة قرمزية القلنسوة، هي نوع من الطيور تتبع فصيلة كولومبيديا. وهي تستوطن في جزيرة هندرسون في مجموعة جزر بيتكيرن بجنوب المحيط الهادئ.
موئله الطبيعي هي الغابات الاستوائية الرطبة في الأراضي المنخفضة، والتي كان يتقاسمها سابقًا مع ثلاثة أنواع أخرى من الحمام المستوطن الجزيرة، والتي انقرضت الآن

## روابط خارجية
- BirdLife Species Factsheet.